# Alt om min far
Alt om min far (traduïble com "Tot sobre el meu pare", també coneguda a nivell internacional en anglès: All About My Father) és una pel·lícula documental biogràfica noruega de 2002 escrita i dirigida per Even Benestad. Alt om min far és un documental personal sobre el pare del director, el famós sexòleg i persona trans Esben Esther Pirelli Benestad, que viu a la ciutat de Grimstad, al sud de Noruega.
La pel·lícula va guanyar el Teddy Award al millor documental en el Festival Internacional de Cinema de Berlín de 2002, el Premi de la Crítica en el Festival de Cinema de Göteborg de 2002 i el Premi al Documental en el Festival Noruec de Curtmetratges de Grimstad. També va guanyar els Premis Amanda del 2002 a la millor pel·lícula (noruega). La pel·lícula va ser ben rebuda per la crítica, obtenint cinc de sis punts dels crítics de Aftenposten, Dagbladet, Verdens Gang i el programa de ràdio NRK Filmpolitiet.
A nivell internacional, la pel·lícula es va projectar en diversos festivals de cinema.